# WAW
《WAW》은 2021년 6월 2일에 발매된 대한민국의 걸그룹 마마무의  EP이다.
휘인이 RBW소속으로써 참여한 마지막 마마무 앨범이다.

## 개요

### 곡 소개
타이틀곡 <Where Are We Now>는 너와 내가 서 있는 그 길목 위에서부터 시작된다. 우린 지금 어느 시점에 서 있는지 알 수는 없지만 지금 이 순간 함께 있고, 몇 번의 계절을 지나 함께 달려온 그 어여쁜 나날들에 소중함과 감사함을 전한다. 그리고 앞으로 어떤 길이 펼쳐질지는 모르지만, 멀지 않은 곁에서 함께 걸어갈 것임을 노래한다. 때로는 산들바람처럼 잔잔하게, 때로는 집어삼킬 듯 웅장하게 조화를 이루는 스트링 사운드에 담긴 마마무의 폭발적인 보컬과 풍부한 화음은 리스너들의 귓가를 사로잡기에 충분하다.

### 앨범 소개
지난 10월 '딩가딩가 (Dingga)', 'AYA'를 연이어 발매하며 매 앨범 다채로운 모습을 선보였던 마마무가 데뷔 7주년을 맞아 'Where Are We(WAW)' 프로젝트를 가동했다. 그 이름에서 알 수 있듯이 걸그룹 마마무가 7년을 달려오며 겪었던 수많은 일들, 지금 느끼는 솔직한 감정과 미래에 관한 생각 등을 진솔하게 담아낼 예정이다. 그 시작을 예고하며 발표한 열한 번째 미니앨범 [WAW]는 대서사의 서막을 화려하게 장식한다.

## 트랙 리스트
| #            | 제목                                      | 작사                            | 작곡                      | 편곡  | 재생 시간 |
| ------------ | ----------------------------------------- | ------------------------------- | ------------------------- | ----- | --------- |
| 1.           | 〈Where Are We Now〉                      | 김도훈, 코스믹 걸               | 김도훈, 코스믹 걸, 이후상 | 3:44  |           |
| 2.           | 〈내일의 너, 오늘의 나〉                  | 코코두부아빠, Winsome, 황성진   | 코코두부아빠, Winsome     | 4:04  |           |
| 3.           | 〈애써〉                                  | 전다운(RBW), 코코두부아빠, 문별 | 전다운(RBW), 코코두부아빠 | 3:33  |           |
| 4.           | 〈우린 결국 다시 만날 운명이었지 Part.2〉 | 김도훈, 박우상                  | 김도훈, 박우상            | 3:04  |           |
| 총 재생 시간 | 총 재생 시간                              | 총 재생 시간                    | 총 재생 시간              | 14:27 |           |